# Janna Diomina
Janna Diomina (en russe : Жанна Дёмина) (née Novikova le 9 avril 1984 à Kaliningrad) est une ancienne joueuse de volley-ball russe. Elle mesure 1,86 m et jouait au poste de réceptionneuse-attaquante. 

## Clubs
| Club               | De        | À         |
| ------------------ | --------- | --------- |
| Magia Lipetsk      | 1999-2000 | 1999-2000 |
| Stinol Lipetsk     | 2000-2001 | 2007-2008 |
| Nadejda Serpoukhov | 2008-2009 | 2008-2009 |
| Indesit Lipetsk    | 2009-2010 | 2013-2014 |